# Карамола (Карагандинская область)
Карамола (каз. Қарамола, до 199? г. — Новое) — село в Жанааркинском районе Карагандинской области Казахстана. Входит в состав Бидайыкского сельского округа. Код КАТО — 354445300.

## Население
В 1999 году население села составляло 69 человек (33 мужчины и 36 женщин). По данным переписи 2009 года, в селе проживало 49 человек (26 мужчин и 23 женщины).